# Ribeaucourt (Somme)

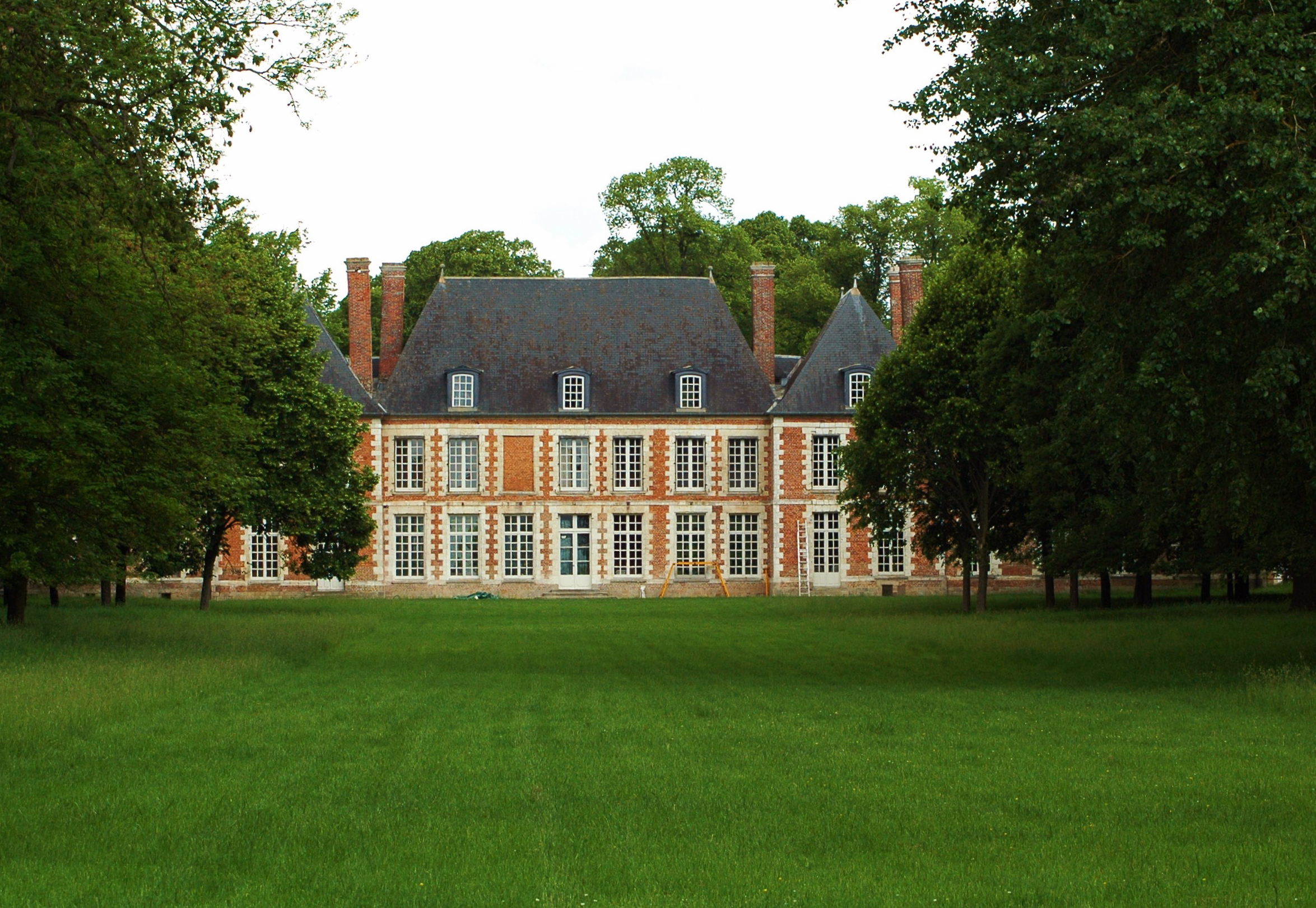
Kasteel

Ribeaucourt is een gemeente in het Franse departement Somme (regio Hauts-de-France) en telt 170 inwoners (2004). De plaats maakt deel uit van het arrondissement Amiens.

## Geografie
De oppervlakte van Ribeaucourt bedraagt 5,4 km², de bevolkingsdichtheid is 31,5 inwoners per km².
De onderstaande kaart toont de ligging van Ribeaucourt (Somme) met de belangrijkste infrastructuur en aangrenzende gemeenten.

## Demografie
Onderstaande figuur toont het verloop van het inwonertal (bron: INSEE-tellingen).